# 半田沼
半田沼（はんだぬま）は、福島県伊達郡桑折町にある湖沼である。

## 概要
桑折町西部にある奥羽山脈半田山の山腹に位置する一級水系阿武隈川水系の沼であり、標高は419mである。半田山頂上付近から農閑期の満水時に沼を眺めるとハート形に見えることから、近年では縁結びスポットである「ハートレイク」としてPRされている。半田山とともに半田山県立自然公園に指定されており、周囲は桜や躑躅、アジサイが植栽され、遊歩道や多目的広場などが整備されている。もともとは現在地の北側に旧来の半田沼が存在していたが、1901年から1903年に架けて発生した半田山東側の地滑りにより消滅し、現在の半田沼が出現した。1910年8月10日に当地を豪雨が襲い、8月16日に沼が決壊、麓の半田村北半田地区に甚大な被害を及ぼした（埋没家屋20戸、流出家屋11戸、一部損壊合わせ被災家屋合計111戸）。

### 半田沼ダム
沼決壊後の1911年より福島県補助事業として半田村直営の治山工事により排水工整備が行われ、その後北半田地区の灌漑のために半田沼のダム化が行われた。天端は遊歩道として整備されベンチが設置されている。堤体の上流面は石積みを模した柄のコンクリートで覆われ、下流面は周辺の山林と同様樹木の植栽が行われている。湖水は普蔵川へ流出し、阿武隈川へ至る。